# Martos Béla
Martos Béla (Budapest, 1920. március 13. – Budapest, 2007. december 16.) magyar matematikus. Az Országos Tervhivatal és a KGM munkaügyi szakembere volt. A Magyar Tudományos Akadémia Operációkutató Bizottságának tagja volt. A matematikai tudományok kandidátusa (1970), a közgazdaságtudomány doktora (1984). 

## Életpályája
1938-ban érettségizett. Származása miatt nem mehetett egyetemre. Villanyszerelőnek készült. 1944-ben Miskolcon munkaszolgálatosként szabadult fel. 1945-ben Szegeden tanult matematikát. Szegeden oktatta  Kalmár László, Fejér Lipót, Szász Pál és Turán Pál. Egyetemistaként belépett a Magyar Kommunista Pártba. Köztisztviselő lett. 1945–1949 között az Eötvös Loránd Tudományegyetem Természettudományi Karának matematika-fizika szakos hallgatója volt. 1949–1962 között a Központi Statisztikai Hivatalnál, a Kohó- és Gépipari Minisztériumban és az Országos Tervhivatalnál is dolgozott. 1962–1998 között a Magyar Tudományos Akadémia Közgazdaságtudományi Intézetének munkatársa, majd nyilvános tudományos tanácsadója volt. 1966–1967 között Ford-ösztöndíjjal a Cambridge MIT és a Stanford Egyetem hallgatója volt. 1969-ben és 1980-ban a Purdue Egyetem vendégprofesszora volt. 1969–1990 között a Szigma főszerkesztőjeként dolgozott. Az 1970-es években Rómában dolgozott az ENSZ Élelmezési és Mezőgazdasági Szervezetében (FAO). 1990-ben nyugdíjba vonult. 1991-ben a Janus Pannonius Tudományegyetem díszdoktora lett. 1992-ben a Magyar Operációkutató Társaság tiszteletbeli elnöke lett.

### Munkássága
Kutatási területe a matematikai programozás, a közgazdasági szabályozás-elmélet és a nyugdíjmodellezés volt. 1960-ban a nemlineáris programozási feladatoknak egy széles körét határozta meg, amelyben az eredetileg a lineáris programozásra kidolgozott szimplex módszer jól működött. Az 1970-ben megvédett kandidátusi értekezését továbbfejlesztve, nemlineáris programozási kutatásait egy nagysikerű monográfiában, Nonlinear Programming: Theory and Methods címmel foglalta össze 1975-ben. A közgazdasági szabályozás-elmélettel Kornai Jánossal együtt 1970-ben kezdett foglalkozni, és a vegetatív szabályozásról írt – 1971-ben a Szigmában közölt – cikkük 1973-ban az Econometricában is megjelent. 1970–1980 között a vegetatív szabályozás területén dolgozott, leginkább a különböző szabályozások érdekelték. 1980-ban Kornai Jánossal egy tanulmánykötetet szerkesztett Szabályozás árjelzések nélkül címmel, amely angolul is megjelent. A nyugdíjmodellezés területén Bod Péter és Augusztinovics Mária voltak társai.

## Családja
- Szülei: Mandl Imre és Görög Erzsébet voltak. 1947–1995 között Kiridusz Veronika volt a felesége. 1997-től Ladócsy Mária volt a párja. Egy lánya született: Júlia (1951).

## Művei
- Dinamikus népgazdasági modellek (Andorka Rudolffal és Dányi Dezsővel, 1967)
- Nonlinear Programming: Theory and Methods (1975)
- Szabályozás árjelzések nélkül (Kornai Jánossal, 1981)
- Economic Control Structures (1990)

## Díjai
- Egerváry Jenő-emlékplakett (2005)[3]